# Fresnelova leča
Fresnelova léča (tudi Fresnelova stopníčasta léča) [frenélova ~] je vrsta kompaktne leče, ki jo je razvil francoski fizik in izumitelj Augustin-Jean Fresnel za uporabo v svetilnikih.
Fresnelove leče imajo veliko aperturo in kratko goriščno razdaljo. S tem se prihrani veliko materiala in prostora, ki bi bil sicer potreben za konvencionalno lečo. V nekaterih primerih so lahko zelo tanke, vsega nekaj milimetrov. Svetilnik z Fresnelovimi lečami ima večji doseg. 
Zamisel za tanke in lahke leče naj bi prvo imel Georges-Louis Leclerc, Comte de Buffon. Marquis de Condorcet (1743–1794) je predlagali izdelavo z brušenjem enega kosa stekla. Fresnel velja za izumitelja večdelne Fresnelove leče za uporabo v svetilnikih. Prvič naj bi bila uporabljena v svetilniku Cordouan, ki se ga je videlo čez 32 kilometrov daleč.